# Oleodotto Baku-Supsa
L'oleodotto Baku-Supsa (noto anche come Western Route Export Pipeline e Western Early Oil Pipeline) è un oleodotto lungo 833 km, che va dal terminale di Sangachal vicino Baku al terminale Supsa in Georgia. Trasporta petrolio dal giacimento Azeri-Chirag-Guneshli. L'oleodotto è gestito da BP.

## Storia
I preparativi per la costruzione dell'oleodotto sono iniziati nel 1994. L'8 marzo 1996, il presidente dell'Azerbaigian Heydar Aliyev e il presidente della Georgia Eduard Shevardnadze hanno concordato la creazione dell'oleodotto Baku-Supsa. Il contratto trilaterale è stato firmato tra l'Azerbaijan International Operating Company, la SOCAR e il governo della Georgia. Nello stesso anno il contratto principale del progetto è stato assegnato a Kværner. L'oleodotto è stato completato nel 1998. Il 17 aprile 1999 si è svolta la cerimonia di inaugurazione del Supsa Oil Terminal. I costi totali della costruzione dell'oleodotto e del terminale sono stati di 556 milioni di dollari.
Il trasporto di petrolio dall'oleodotto è stato interrotto il 21 ottobre 2006 dopo che sono state rilevate anomalie durante le ispezioni sull'oleodotto. La riparazione e la sostituzione su larga scala includevano la sostituzione e il reindirizzamento delle sezioni dell'oleodotto vicino a Zestaponi in Georgia e al fiume Kura in Azerbaigian. Sono stati riparati anche diversi difetti delle sezioni dell'epoca sovietica. In totale, i lavori di riparazione ammontano a 53 dollari milioni. La spedizione di petrolio è stata riavviata nel giugno 2008.
Dopo una forte esplosione e un incendio, che ha chiuso l'oleodotto Baku-Tbilisi-Ceyhan il 6 agosto 2008, l'oleodotto Baku-Supsa è stato utilizzato per reindirizzare le consegne petrolifere azere. Il 12 agosto 2008, la BP ha chiuso temporaneamente l'oleodotto per motivi di sicurezza a causa del conflitto in Ossezia del sud. Nell'estate del 2012 l'oleodotto è stato fermo per un mese per una manutenzione.
Nel luglio 2015 le truppe russe che delimitavano di fatto il confine dell'autoproclamata Repubblica dell'Ossezia del Sud, hanno spinto in avanti la linea di confine vicino al villaggio di Orchosani, assumendo così il controllo su un breve tratto dell'oleodotto. Gli analisti suggeriscono che questa sia stata una reazione russa per dissuadere la Georgia dal compiere ulteriori passi verso l'adesione alla NATO. Pur ammettendo che l'oleodotto potrebbe dover essere dirottato in futuro, un vicepresidente di SOCAR avrebbe negato qualsiasi necessità a breve termine di tale preoccupazione.

## Caratteristiche tecniche

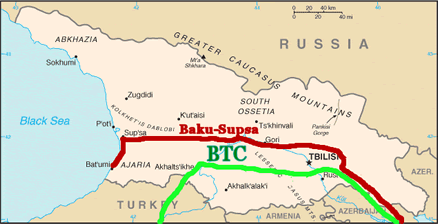
Mappa dettagliata del percorso degli oleodotti Baku-Supsa e Baku-Tbilisi-Ceyhan attraverso il territorio conteso in Georgia.

Essenzialmente, l'oleodotto Baku-Supsa è un oleodotto ristrutturato dell'era sovietica con diverse sezioni di nuova costruzione. Ha sei stazioni di pompaggio e due stazioni di riduzione della pressione nella Georgia occidentale. I quattro serbatoi di stoccaggio del terminal Supsa hanno una capacità totale di 160.000 metri cubi. La capacità dell'oleodotto è di 145 000 barili al giorno (23 100 m³/d) con proposte di un aumento da 300 000 fino a 600 000 barili al giorno (48 000 fino a 95 000 m³/d).